# APICA (lek)
1-Amino-5-fosfonoindan-1-karboksilna kiselina (APICA) je lek koji se koristi u neurološkim istraživanjima. on je selektivni antagonist za grupu II metabotropnih glutamatnih receptora (2/3), i bio je koristan u istraživanju te receptorske potfamilije.